# Мерльшайд (Айфель)
Мерльшайд (нем. Merlscheid) — община в Германии, в земле Рейнланд-Пфальц.
Входит в состав района Айфель-Битбург-Прюм. Подчиняется управлению Арцфельд. Население составляет 35 человек (на 31 декабря 2010 года). Занимает площадь 3,52 км².